# Эдиакарская биота

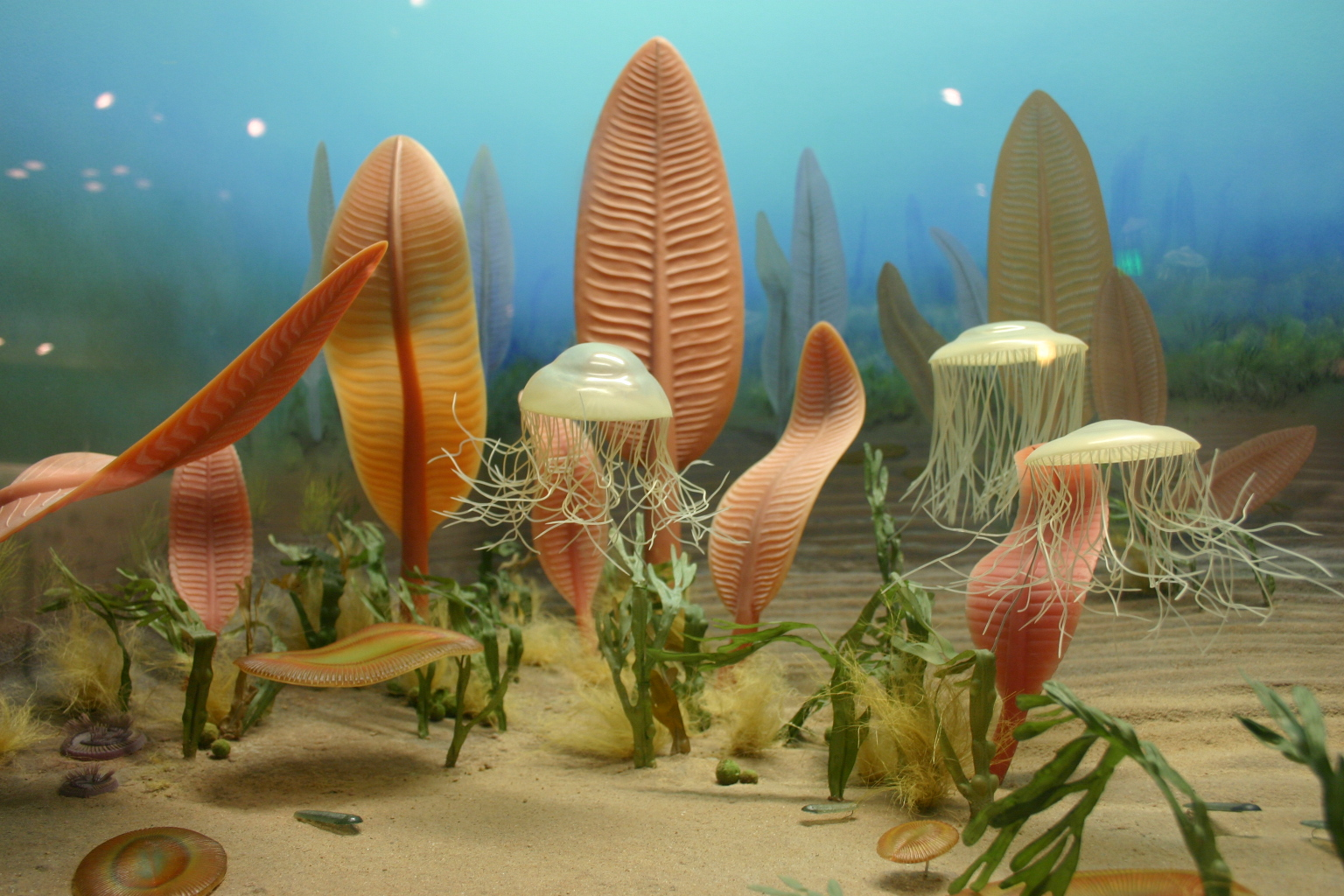
Диорама, отображающая типичный подводный пейзаж эдиакария

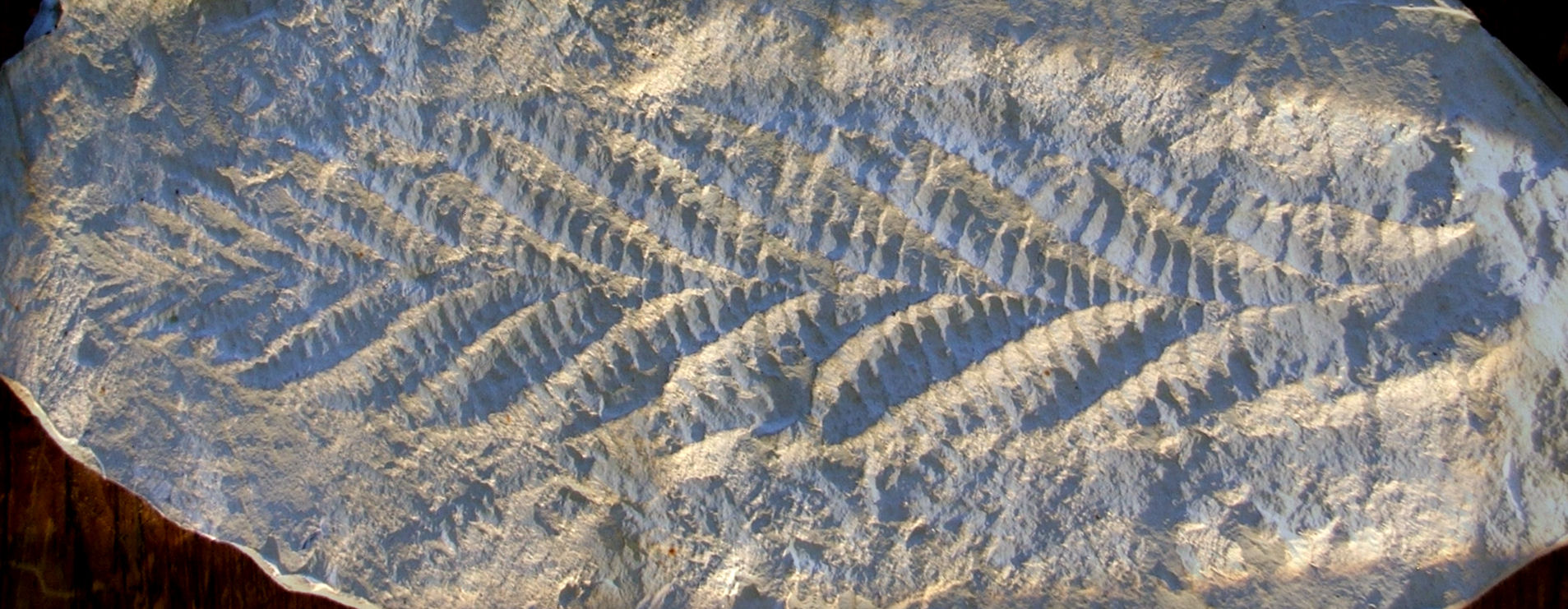
Чарния. Её открытие стало первым доказательством существования многоклеточной жизни в докембрии.

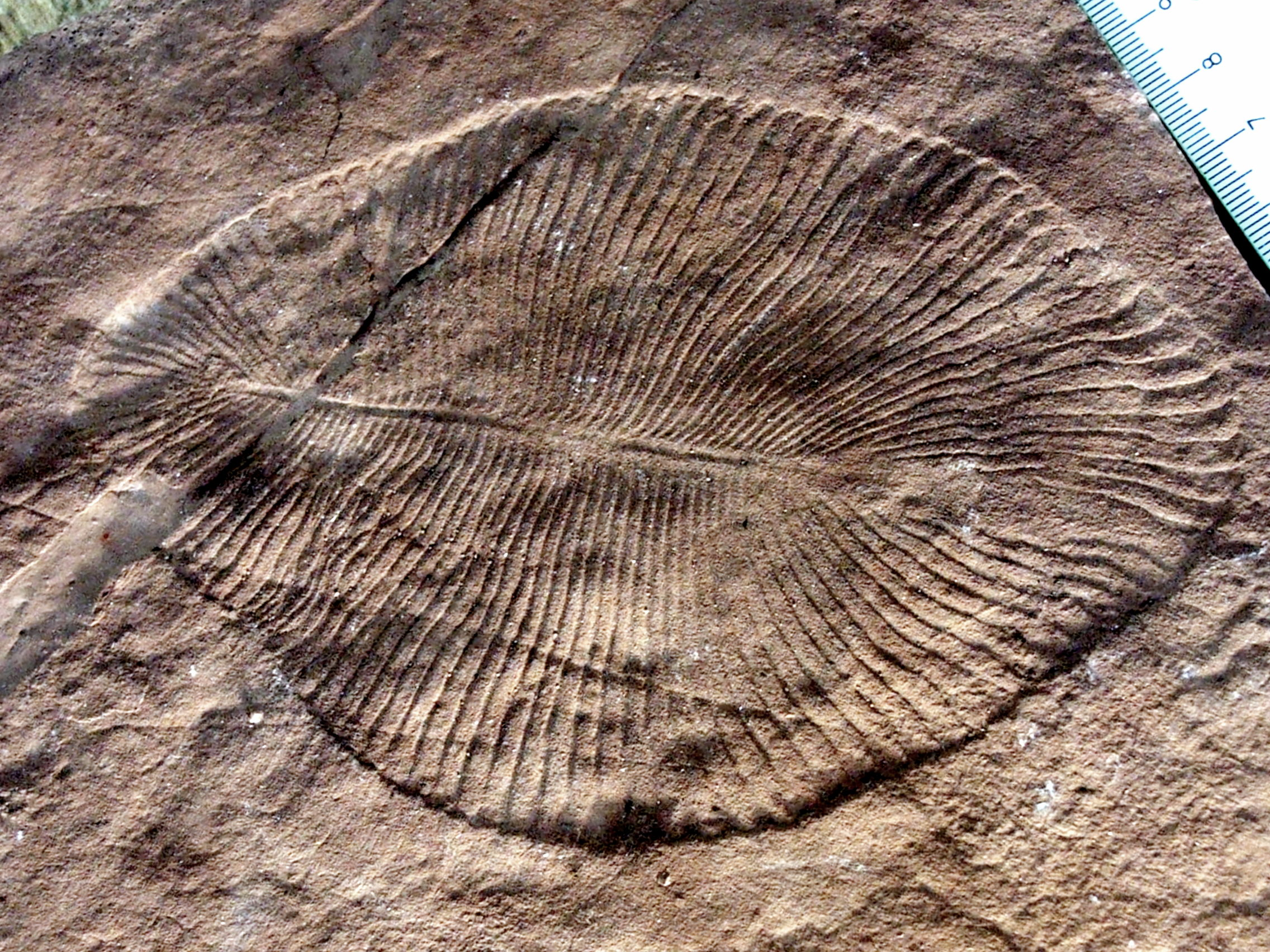
Дикинсония — один из самых известных представителей эдиакарской фауны.

Эдиака́рская био́та, ранее была известна как ве́ндская био́та — общее название ископаемых организмов, населявших Землю в эдиакарском периоде (около 635—539 млн лет назад), последнем периоде неопротерозойской эры. Большинство из них резко отличаются ото всех других ныне известных живых существ и представляют собой мягкотелые, в основном сидячие организмы, имеющие трубчатую (и обычно ветвящуюся) структуру. Эдиакарские организмы представляют собой первую достоверно подтверждённую фауну многоклеточных животных (тем не менее, существовала также хуайнаньская биота, но её систематическое положение остаётся неясным), их останки обнаружены почти на всех континентах. Сам термин «эдиакарская биота» часто критикуется из-за его возможной непоследовательности, произвольного исключения некоторых ископаемых и невозможности точного определения.
Первые представители этой биоты возникли около 600 млн лет назад. Большинство же организмов эдиакарской биоты появились в результате так называемого «авалонского взрыва», произошедшего около 575 млн лет назад. Их появлению предшествовало глобальное оледенение, происходившее в криогенном периоде. Наиболее богаты останками фауны возрастом около 555 млн лет, найденные в Мексике (Сонора), России (побережье Белого моря) и Австралии (горы Эдиакары). Почти все эти организмы исчезли во время «кембрийского взрыва», начавшегося 539 млн лет назад и «заменившего» эдиакарские организмы на предшествующие современным кембрийские. Наиболее поздние останки этой фауны датируются 510 млн лет назад, но это, в лучшем случае, лишь реликтовые останки когда-то процветавших экосистем. В качестве причин вымирания эдиакарской фауны называются изменения в окружающей среде, появление хищников и конкуренция с кембрийскими организмами. По результатам исследования 2018 года стало известно, что период расцвета эдиакарской биоты совпал с периодом большого числа растворенных органических веществ в океанах.
Определить место эдиакарской биоты в эволюции до сих пор точно не удалось. Более того, в научном сообществе нет консенсуса касательно того, были ли эти существа животными: высказывались предположения, что это были либо лишайники, либо водоросли, либо протисты клады фораминифер, либо ранние грибы, либо колонии микроорганизмов, либо вовсе представители не сохранившегося до наших дней неизвестного царства живой природы. Различные представители эдиакарской фауны имеют определённые морфологические сходства с современными типами животных. Так, Funisia может быть ранней губкой, а Auroralumina считается ранним стрекающим и первым хищным животным. Кимберелла имеет определённые сходства с современными моллюсками, однако такое мнение не имеет достаточно доказательств. Большинство организмов эдиакарской биоты вообще имеют не похожие на современных животных формы. Среди них можно встретить радиально-симметричные (цикломедуза) и организмы со скользящей симметрией, так называемые «стёганые одеяла» (чарния, дикинсония, сприггина). Такая непохожесть на нынешних животных стала причиной выделения этих организмов в отдельные типы. Палеонтолог Адольф Зейлахер пошёл ещё дальше: он выделил представителей клад проартикулят и петалонамов (две группы «стёганых одеял») в отдельное подцарство животных — вендобионты. Если эдиакарские организмы действительно не оставили потомков, то всю эдиакарскую биоту можно считать «неудачным опытом» в попытке создать сложные экосистемы многоклеточных организмов, а нынешняя фауна появилась независимо от эдиакарской и произошла от других ранних организмов. Обнаружение в останках дикинсонии в 2018 году холестерина говорит о том, что эти организмы, скорее всего, были животными.

## История открытия
Первыми найденными эдиакарскими окаменелостями стали обнаруженные в 1868 году дискообразные экземпляры аспиделлы (Aspidella terranovica). Их первооткрыватель, геолог А. Мюррей, счёл их полезным средством для сопоставления возраста горных пород вблизи Ньюфаундленда. Однако, поскольку они лежали ниже древнейших кембрийских слоёв (считавшихся тогда содержащими самые первые признаки жизни), понадобилось 4 года, пока нашёлся палеонтолог (Элкана Биллингс), осмелившийся предположить, что они являются ископаемыми останками. Но и тогда, несмотря на его авторитет, его предположение не было поддержано другими учёными из-за простой формы находок: их объявляли следами выхода газов, неорганическими конкрециями или даже шутками Бога. Больше нигде в мире похожих образцов найдено не было, и споры зашли в тупик.
В 1933 году Георг Гюрих обнаружил экземпляры в Намибии, но твёрдое убеждение, что жизнь возникла в кембрийском периоде, заставило его отнести их к кембрию, и никаких связей с аспиделлой не было установлено. В 1946 году Рег Спригг нашёл «медузы» в Эдиакарских холмах в Австралии, но эти породы считались раннекембрийскими, и его открытие вызвало лишь небольшой интерес.
Так продолжалось до открытия в 1957 году знаменитой чарнии. Это похожее на ветку ископаемое было найдено в Чарнвудском лесу (Англия), и благодаря подробному геологическому картированию Британской геологической службы не было сомнения, что оно относится к докембрию. Палеонтолог Мартин Глесснер установил, наконец, связь между ним и прежними находками. Благодаря усиленным поискам и улучшенной датировке существующих образцов удалось обнаружить ещё много эдиакарских ископаемых останков.
Все экземпляры, найденные до 1967 года, находились в крупнозернистых песчаниках, не сохранявших мелкие детали, что затрудняло истолкование. Всё изменило открытие С. Б. Мизрой захоронений в Мистейкен-Пойнте (Ньюфаундленд, Канада). На мелком вулканическом пепле этих захоронений были хорошо видны тонкие детали, неразличимые ранее.
Постепенно исследователи всё лучше осознавали, что большинство (хотя и не все) из найденных организмов, резко отличаясь от обитателей последующих эпох, имеют немало общего между собой. Так, в 1983 году М. А. Федонкин открыл типичную для них «скользящую» (двустороннюю со сдвигом) симметрию (до него сдвиг приписывали случайным деформациям в процессе захоронения либо вовсе не замечали). В 1992 году А. Зейлахер показал, что им присущ определённый план строения тела, напоминающий стёганое одеяло. Кроме этого, Б. Раннегар открыл их изометрический рост.
Плохое взаимодействие между учёными разных стран и различия между геологическими формациями привели ко множеству различных названий для данной биоты.
В 1960 году французское название Ediacarien — от Эдиакарских холмов в Южной Австралии, ведущих своё название от туземного idiyakra («есть вода»), — добавилось к терминам «синийский» и «вендский» для непосредственно предкембрийской эпохи. В марте 2004 года Международный союз геологических наук положил конец разночтениям, приняв для последнего периода докембрия название «эдиакарский» (Ediacaran). Однако в русскоязычной литературе употребляется также термин «вендский» с близким значением. Корень «венд» остался также во всемирно употребительном термине «вендобионты» (Vendobionta), предложенным А. Зейлахером.

## Условия сохранения
Большинство ископаемых остатков представляют собой твёрдые части организмов, оставшиеся после разложения тел. Но почти вся эдиакарская биота была мягкотелой и не имела таких частей; поэтому её массовая сохранность является приятной неожиданностью. Тут, несомненно, помогло отсутствие роющих существ; после их появления (в кембрии) отпечатки мягких частей стали обычно разрушаться быстрее, чем успевали произойти их захоронение и фоссилизация. Понятие «твёрдые» в данном контексте следует трактовать исключительно в палеонтологическом смысле, то есть, понимая под ним минерализованные части живых организмов.

## Условия жизни

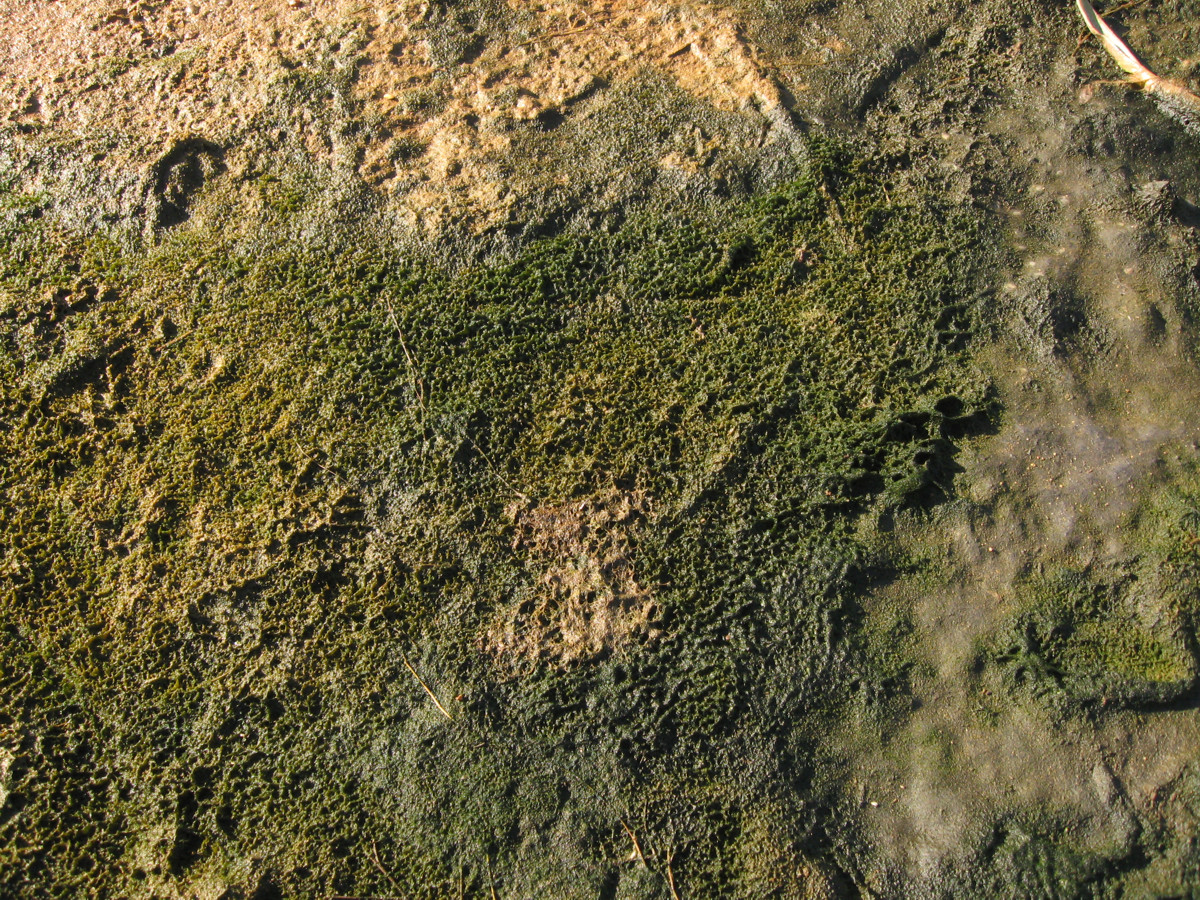
Современный цианобактериально-водорослевый мат в солёном озере на Летнем берегу Белого моря

По мнению большинства исследователей, все эдиакарские живые существа обитали в море; суша ещё оставалась безжизненной.
Основу тогдашних биоценозов, судя по ископаемым останкам, составляли цианобактериальные маты. Продукты их деятельности — строматолиты — часто встречаются в эдиакарских отложениях. Покрывая толстой (1—2 см) слизистой плёнкой дно на мелководьях, маты могли служить пищей гетеротрофным животным и простейшим. Многоклеточным водорослям они, напротив, составляли конкуренцию. Тем не менее, наряду с матами, на дне встречались водорослевые луга.
В 2012 году палеонтолог Грегори Реталляк выдвинул гипотезу, что некоторые представители эдиакарской биоты были лишайниками и обитали на суше. Эта гипотеза тут же подверглась резкой критике со стороны других палеонтологов

. В частности, они указали, что Реталляк не привёл ни одного ископаемого с бесспорными следами сухопутного образования. В то же время, многие эдиакарские ископаемые имеют бесспорные следы морского образования (известняковые или сланцевые отложения, знаки волновой ряби, следы волочения течениями). В 2019 году Реталляк привёл доказательства того, что тонкозернистые песчаники ISL, обогащённые лёгкими изотопами углерода и кислорода, имеют признаки наземного происхождения: плохую окатанность зёрен и следы ветровой эрозии на поверхности их прослоев. В песчаниках ISL находят чаще всего останки дикинсоний. Если выводы Грегори Реталляка верны, то это значит, что жизнь вышла на сушу значительно раньше — примерно 580 млн лет назад.

## Морфология и классификация
По своей морфологии эдиакарская биота крайне разнообразна. Размер варьировался от миллиметров до метров; сложность от очень малой до значительной, несомненна многоклеточность многих видов; существовали как жёсткие, так и желеобразные организмы. Встречались почти все формы симметрии. Среди доэдиакарских находок многоклеточность и размеры больше 1 см встречаются крайне редко.
Эти разнообразные морфологии пока можно разбить только на условные таксоны. Существуют поэтому различные их классификации, основанные на форме окаменелостей и почти всегда включающие раздел «Прочие» для существ, не попадающих ни в одну из предложенных категорий.

### Эмбрионы
Среди недавних открытий докембрийских многоклеточных содержится множество сообщений об эмбрионах, особенно из формации Доушаньто в Китае. Некоторые находки вызвали сильное волнение в СМИ. Эти ископаемые представляют собой шарообразные образования из разного числа клеток (обычно это степени двойки), без полости внутри, часто с остатками тонкой неклеточной плёнки, окружающей многоклеточные шарики.
Долгое время велась дискуссия относительно происхождения данных ископаемых (вплоть до предположений, что они — ископаемые остатки гигантских прокариот или формы осаждения минеральных веществ). Однако обнаружение в 2007 году эмбрионов, окружённых сложно устроенной оболочкой (в породах возрастом 580—550 млн лет), свидетельствует о том, что окаменелости в Доушаньто — покоящиеся яйца многоклеточных беспозвоночных. Более того, стало ясно, что часть акритарх, обнаруженных в более ранних породах Доушаньто (632 млн лет), в действительности представляют собой оболочки таких эмбрионов и относятся на сегодня к древнейшим прямым останкам многоклеточной жизни.
Другое ископаемое из Доушаньто — вернанималкула (Vernanimalcula) (от 0,1 до 0,2 мм в диаметре, возраст около 580 млн лет) — рассматривается рядом учёных как останки трёхслойного билатерального организма, имевшего целом, то есть животного столь же сложного, как дождевые черви или моллюски. Несмотря на сомнения в органической природе этих ископаемых, поскольку все 10 найденных образцов вернанималкулы имеют одинаковые размер и конфигурацию, маловероятно, чтобы подобное однообразие было результатом неорганических процессов.

### Диски
Круглые ископаемые, такие, как эдиакария (Ediacaria) (англ.), цикломедуза (Cyclomedusa) и ругоконитес (Rugoconites) (англ.), вначале были отнесены к медузам. Однако теперь ни одно из дискообразных эдиакарских ископаемых не считают медузами. По одной из версий, это лишь прикрепительные диски неизвестных организмов, «стоявших» на морском дне (как современные морские перья); но это плохо согласуется с большими размерами некоторых дисков (до 180 мм). Высказывались также версии, что это — гигантские протисты, актинии, даже морские грибы либо вообще колонии одноклеточных (в этом случае они не могут считаться отдельными организмами). Достоверная интерпретация трудна, так как сохранились обычно лишь отпечатки нижней стороны организма.
Простейшие дискообразные виды (аспиделла, цикломедуза) представляют собой диски диаметром 1—180 мм с концентрическими бороздами и/или радиальными лучами. Другие (армиллифера (Armillifera)) имеют более сложный рельеф и несут по краям диска многочисленные мелкие отростки Наиболее сложные (трибрахидиум (Tribrachidium) и др.) обладают удивительной трёхлучевой симметрией, крайне редкой у животных последующих эпох.
Дискообразные отпечатки, похожие на аспиделлу, в 2007 году были обнаружены в составе «Стирлинговской биоты», жившей 2000—1800 млн лет назад, то есть более чем за миллиард лет до эдиакара. Это может означать древнейшие корни данной группы.

### «Стёганые одеяла» — вендобионты
Эти, пожалуй, самые необычные члены эдиакарской фауны имеют структуру тела, напоминающую стёганые одеяла (англ. Quilt) или надувные матрасы: их тело как бы состоит из отдельных трубок, лежащих параллельно друг другу и образующих плоский слой. Наиболее типичный диаметр трубок — 1—5 мм. Обычно трубки отходят в обе стороны от центральной оси тела, при этом часто ветвятся. На концах трубки бывают закрыты или открыты; в последнем случае они, очевидно, заполнены окружающей морской водой.
Повторяющиеся ряды трубок, идущих влево и вправо, создают впечатление членистости. Но оно обманчиво: у вендобионтов левые и правые ряды трубок всегда сдвинуты друг относительно друга вдоль продольной оси тела. Такой тип симметрии (двусторонняя симметрия со сдвигом) называется скользящей симметрией. У современных животных скользящая симметрия не встречается, хотя некоторые черты её обнаружены у ланцетника.
Процесс роста вендобионтов являлся изометрическим: все части их тела росли в похожей пропорции (в отличие от онтогенеза большинства животных, у которых пропорции тела и органов меняются по мере роста), так что форма мелких и крупных экземпляров схожа.
Среди вендобионтов выделяются некоторые подгруппы:
Петалонамы
Ископаемые, напоминающие ветки или морские перья. Они состоят из ветвящихся (в одной плоскости) трубочек. Каждая ветвь, в свою очередь, ветвится дальше (насчитывают до 4 уровней ветвления) и напоминает уменьшенную копию всего организма (такое подобие называется фрактальностью). По мнению ряда исследователей, в основании «главного ствола» имелся ещё прикрепительный диск, с помощью которого вся конструкция крепилась к грунту; тогда отпечатки таких прикрепительных органов мы наблюдаем как «диски» (см. выше). Типичным представителем рангеоморфов является чарния (Charnia).
Проартикуляты
Вендобионты, имеющие овальное или лентовидное тело, состоящее из центральной оси и отходящих от неё влево и вправо неветвящихся трубкообразных сегментов, плотно прилегающих друг к другу, часто изогнутых. Предполагают, что их тело было сверху прикрыто гибким органическим «щитом». У многих видов проартикулят передняя часть тела не расчленённая (сприггина (Spriggina), ёргия (Yorgia)), иногда с лопастью (археаспин (Archaeaspinus)). У дикинсонии (Dickinsonia) имеется вытянутая вдоль оси тела полость (пищеварительная?), от которой отходят боковые каналы. Размер проартикулят составлял от миллиметров до 1,5 м.
В районе Белого моря обнаружены цепочки следов ёргии. Самая длинная (4,5 м) цепочка состоит из 15 позитивных отпечатков и одного негативного. В каждой цепочке все отпечатки одинакового размера и ориентированы нерасчленённой частью тела по ходу движения, а отпечаток тела, если он присутствует, — всегда впереди. Это означает, что все они относятся к одному и тому же экземпляру животного: негативный отпечаток является слепком тела животного, а остальные — его следами.
Систематическое положение (и даже единство происхождения) вендобионтов остается неясным. Найденные цепочки следов доказывают, что вендобионты (как минимум — некоторые из них) являются животными. Однако отсутствие у них рта, репродуктивных органов и (у большинства) даже кишечника и вообще каких-либо признаков внутренней анатомии делает их весьма своеобразными.
Учитывая «скользящую симметрию» проартикулят, М. А. Федонкин предположил возможное родство их с хордовыми.

### Мешкообразные
Ископаемые, подобные птеридиниуму (Pteridinium) и инарии (Inaria) сохраняются в толще слоёв грунта и напоминают мешки, наполненные грязью. Их интерпретация остаётся спорной; некоторые авторы отмечают черты их сходства с оболочниками.
Согласно Д. Гражданкину, Inaria limicola представляет собой неподвижный донный организм с луковицеобразным основанием, плавно переходящим в узкую стеблевидную трубку высотой до 10—12 см. «Луковица» у подошвы разделена бороздками на многочисленные радиальные дольки. Окончание трубки тоже разделено на лопасти. Тело имеет тонкие эластичные волокнистые покровы. Инария обитала на мягких иловых грунтах среди водорослевых лугов, полностью погрузившись в осадок и выставив наружу окончание трубки.

### Животные предположительно современных типов
В последние 20 млн лет эдиакара появляются некоторые животные, напоминающие примитивных представителей современных типов.
- Кимберелла (Kimberella), видимо, является примитивным моллюском[73]. Судя по отпечаткам, у неё было овальное, возвышавшееся над поверхностью грунта тело, окружённое широкой «ногой» — тонким (в высоту) «ободком», лежащим на поверхности грунта и гофрированным по краям, так что в целом вид животного напоминал широкополую шляпу. Предполагается, что сверху тело животного покрывала плотная неминерализованная раковина. На поверхности слоёв песчаника нередко встречаются отпечатки кимберелл, обычно покрытые тонкими валиками, сгруппированными в веерообразные скопления, иногда отходящие непосредственно от отпечатка[36]. Скопления валиков считают следами питания этих животных (валик — слепок с борозды, бывшей на грунте): кимбереллы поедали покрывавшие дно цианобактериальные маты или детрит, выскребая на них радулой (?)[73] тонкие бороздки. Размер кимберелл — от 2—3 мм до 15 см, в высоту до 4 см[74].

- Клаудина (Cloudina) — небольшое сегментированное животное (длиной от 8 мм до 15 см; диаметром 0,3—6,5 мм), выглядящее как стопка конусов, вставленных острыми концами друг в друга. Предположительно, клаудины родственны многощетинковым червям, но вопрос о точной классификации остаётся открытым. Это одно из первых животных, имеющих кальцинированную оболочку, то есть твёрдую часть тела (в палеонтологическом смысле)[75][76]. В ассоциации с намакалатусом колонии клаудин строили рифы, достигавшие 7 километров в длину[77].

Подобные находки могут помочь понять происхождение кембрийских животных; но связи между ними и остальными эдиакарскими обитателями совершенно неясны.

### Другие организмы
- Солза (Solza margarita). Тело коническое с уплощённым краем, невысокое, в плане яйцевидное (вершина конуса ближе к заострённому концу). По-видимому, животное обладало упругим телом, не твёрдым, но и не очень мягким. Отпечатки целиком покрыты радиально расходящимися и многократно ветвящимися валиками. Возможно, тело солзы покрывали бороздки; но более вероятно, что это — след каких-то внутренних каналов, связанных между собой. Длина около 1 см. Систематическое положение неизвестно. Жила в позднем эдиакарии[36][78][79].
- Obamus coronatus — кольцеобразные структуры неясного систематического положения.
- Wutubus annularis — сегментированные трубки неясного систематического положения.

### Следы неизвестных животных
Наряду со следами, оставленными кимбереллами, ёргиями и другими известными организмами (см. выше), в эдиакарских отложениях находят и следы, чьё «авторство» ещё не установлено:
- «Ходы» напоминают норки червей[80]. Почти все они горизонтальны, что можно объяснить наличием под тонким (1—2 см) слоем цианобактериального мата, в котором они проделаны, твёрдой подстилающей породы (обычно строматолита).

Ни одного существа, оставляющего подобные следы, в этих ископаемых пока не обнаружено. Предполагается, что это — следы рытья трёхслойных (то есть с уровнем организации не ниже, чем у плоских червей), животных. Однако открытие в 2008 году возле Багамских островов крупных (до 3 см) простейших (Gromia sphaerica), оставляющих схожие (хотя и более простые по форме) следы, порождает сомнения в их животной природе.
- «Следы ножек». В 2008 году появилось сообщение[84][85] о находке древнейших (570 млн лет) следов в виде ровного двойного ряда ямок (каждая по 1—2 мм в диаметре). Предполагают, что это — следы ног неизвестного двусторонне-симметричного (членистоногого?) животного, прошедшего по цианобактериальному мату. В следующем, кембрийском периоде найдено уже множество подобных следов, как и множество останков членистоногих.

В настоящее время показано, что следы такого типа (канавка со «следами ножек» по бокам от неё) из докембрия могут быть атрибутированы также и как следы ползания гигантских протистов, подобных современной раковинной амёбе Gromia sphaerica.

## Питание и экология
Среди эдиакарской биоты хищничество было крайне редким. Ни на одном из тысяч экземпляров вендобионтов нет следов укусов, за что эта биота была названа Мак-Менамином «Садом Эдиакары» (по аналогии с «Садом Эдема»).
Согласно наиболее распространённым гипотезам, многие её представители «паслись» на поверхности цианобактериальных матов, всасывая либо соскрёбывая питательные вещества всей нижней поверхностью тела. Другие виды могли поглощать питательные вещества из воды либо быть автотрофами, имея в своём уплощённом теле симбиотические водоросли или хемоавтотрофные бактерии.
Но в конце эдиакара появляются признаки хищничества. Так, в ряде мест до 20 % окаменелостей клаудин (см. выше) содержат отверстия диаметром 15—400 мкм, оставленные неизвестными хищниками. Некоторые клаудины были повреждены несколько раз, что говорит об их способности отражать атаки (хищники повторно не атакуют пустые раковины). Очень схожие с клаудинами ископаемые синотубулитесы (Sinotubulites) (англ.), найденные в тех же захоронениях, вообще не содержат отверстий. Такая избирательность может свидетельствовать о существовании уже тогда специализации жертв в ответ на хищничество. Это — один из немногих бесспорных следов хищничества до кембрийского взрыва.